# Шанець (Свентокшиське воєводство)
Шанець (пол. Szaniec) — село в Польщі, у гміні Бусько-Здруй Буського повіту Свентокшиського воєводства. Розташоване приблизно за 7 км на північний захід від Бусько-Здруя та за 41 км на південь від регіональної столиці Кельце.
Населення — 674 особи (2011).
У 1975-1998 роках село належало до Келецького воєводства.

## Демографія
Демографічна структура на день 31 березня 2011 року:
|          | Загалом | Допрацездатний вік | Працездатний вік | Постпрацездатний вік |
| -------- | ------- | ------------------ | ---------------- | -------------------- |
| Чоловіки | 344     | 44                 | 244              | 56                   |
| Жінки    | 330     | 53                 | 176              | 101                  |
| Разом    | 674     | 97                 | 420              | 157                  |